# 마냐라주

마냐라 주의 위치

마냐라주(Manyara)는 탄자니아 북동부에 위치한 주로, 주도는 바바티이며 인구는 1,040,461명(2002년 기준)이다. 북쪽으로는 아루샤 주, 북동쪽으로는 킬리만자로 주, 동쪽으로는 탕가 주와 인접해 있으며 남쪽으로는 도도마 주, 남서쪽으로는 싱기다 주, 북서쪽으로는 시니앙가 주와 인접해 있다.